# Stora Fux-Anderstjärnen
Stora Fux-Anderstjärnen är en sjö i Mora kommun i Dalarna och ingår i Dalälvens huvudavrinningsområde.